# Państwowy Uniwersytet Tajwański

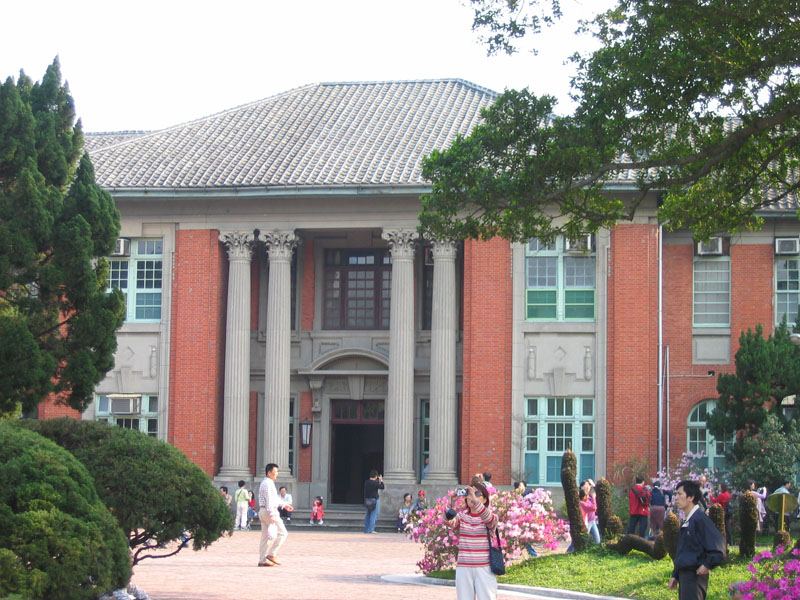
Budynek administracji uczelni

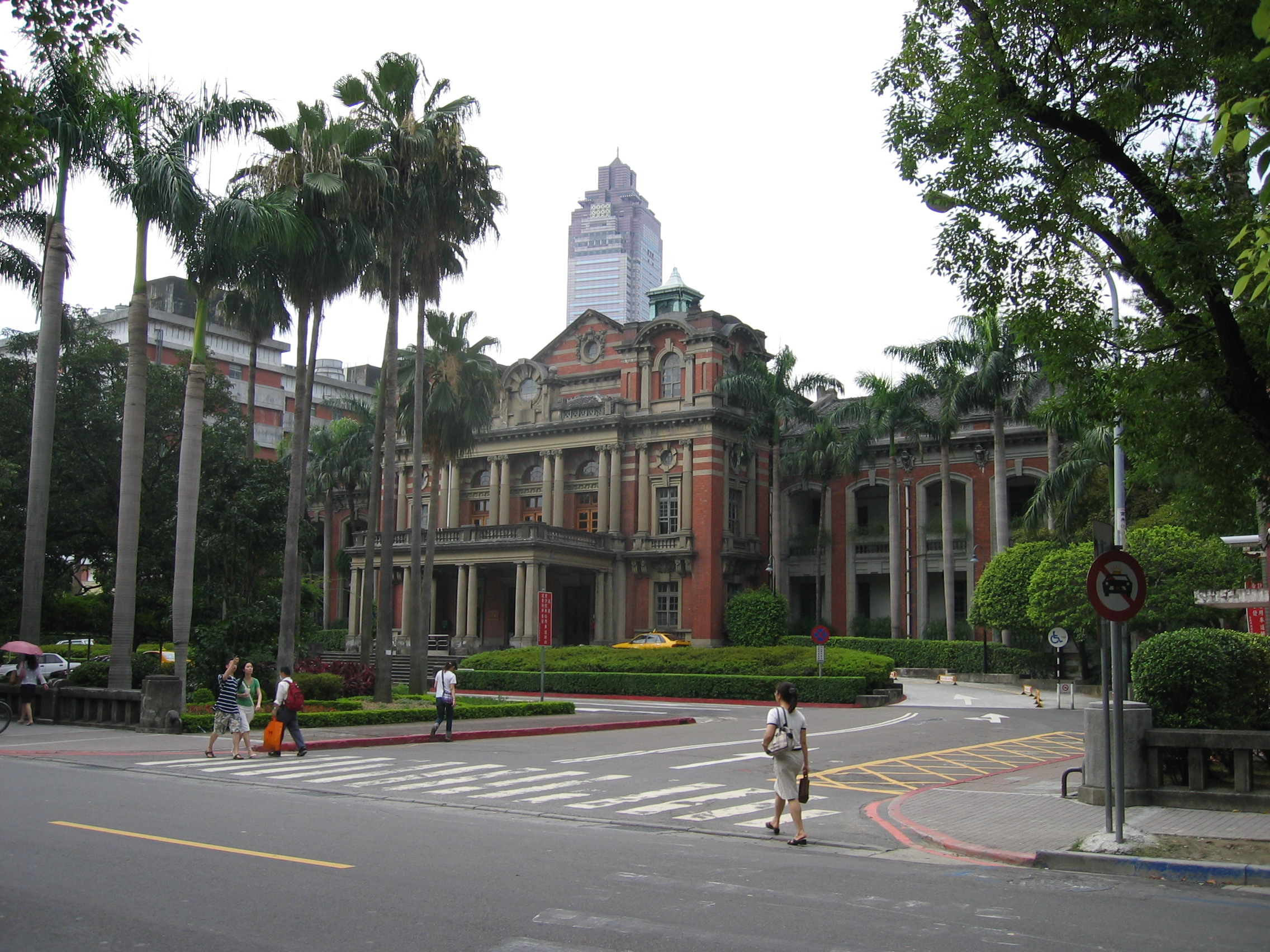
Szpital kliniczny NTU

Państwowy Uniwersytet Tajwański (NTU, , pinyin: Guólì Táiwān Dàxué, potocznie Táidà, 台大) – państwowa uczelnia wyższa, zlokalizowana w Tajpej w Republice Chińskiej (Tajwanie).
Uczelnia założona została w 1928 roku przez Japończyków, którzy wówczas panowali na Tajwanie. Nosiła nazwę 臺北帝國大學 (Uniwersytet Cesarski w Tajpej, Taihoku Imperial University (TIU)). Pierwszym rektorem był Taira Shidehara. W skład uniwersytetu wchodziły dwa wydziały: Wydział Literatury i Nauk Politycznych oraz Wydział Nauk Przyrodniczych i Rolnictwa, na których studiowało 60 studentów. Kolejnym wydziałem były utworzony w 1935 roku Wydział Medycyny. W 1943 roku założony został Wydział Inżynieryjny, a Wydział Nauk Przyrodniczych i Rolnictwa podzielono na dwa osobne.
Po zakończeniu II wojny światowej Tajwan przeszedł pod zwierzchnictwo Republiki Chińskiej (pierwotnie rządzonej przez Kuomintang). Przejęcie uczelni odbyło się 15 listopada 1945. Uniwersytet przyjął wówczas obecną nazwę, a nowym rektorem został botanik Lo Tsung-lo. W 1945 roku ok. 500 studentów studiowało na pięciu wydziałach. W kolejnych latach liczba wydziałów wzrosła do jedenastu, a liczba studentów w 2009 roku osiągnęła 33 000.
Wśród absolwentów uczelni znalazł się chemik Yuan Lee (pierwszy laureat Nagrody Nobla, pochodzący z Tajwanu, który w 1959 roku uzyskał B.Sc. na NTU, następnie kontynuował studia na Państwowym Uniwersytecie Tsing Hua), a także czterech prezydentów Republiki Chińskiej: Lee Teng-hui, Chen Shui-bian, Ma Ying-jeou oraz Tsai Ing-wen.

## Wydziały
- Wydział Sztuk Wyzwolonych
- Wydział Nauk Ścisłych
- Wydział Nauk Społecznych
- Wydział Medycyny
- Wydział Inżynieryjny
- Wydział Zasobów Naturalnych i Rolnictwa
- Wydział Zarządzania
- Wydział Zdrowia Publicznego
- Wydział Elektrotechniki i Nauk Komputerowych
- Wydział Prawa
- Wydział Nauk Przyrodniczych

## Rektorzy

### Taihoku Imperial University
- Taira Shidehara (幣原坦): marzec 1928 – wrzesień 1937
- Sadanori Mita (三田定則): wrzesień 1937 – kwiecień 1941
- Masatsugu Ando (安藤正次): kwiecień 1941 – marzec 1945
- Kazuo Ando (安藤一雄): marzec 1945 – sierpień 1945

### National Taiwan University
- Lo Tsung-lo (羅宗洛): sierpień 1945 – lipiec 1946
- Lu Chih-houng (陸志鴻): sierpień 1946 – maj 1948
- Chuang Chang-kung (莊長恭): czerwiec 1948 – grudzień 1948
- Fu Szu-nien (傅斯年): styczeń 1949 – grudzień 1950
- Shen Kang-po (沈剛伯): grudzień 1950 – styczeń 1951
- Chien Szu-liang (錢思亮): styczeń 1951 – maj 1970
- Yen Cheng-hsing (閻振興): czerwiec 1970 – lipiec 1981
- Yu Chao-chung (虞兆中): sierpień 1981 – lipiec 1984
- Sun Chen (孫震): sierpień 1984 – luty 1993
- Kou Guang-hsiung (郭光雄): marzec 1993 – lipiec 1993
- Chen Wei-jao (陳維昭): sierpień 1993 – czerwiec 2005
- Lee Si-chen (李嗣涔): sierpień 2005 – czerwiec 2013
- Yang Pan-chyr (楊泮池): czerwiec 2013 – czerwiec 2017
- Kuan Chung-ming(inne języki) (管中閔): styczeń 2019 – styczeń 2023